# Composer
Composer — пакетный менеджер уровня приложений для языка программирования PHP, который предоставляет средства по управлению зависимостями в PHP-приложении. Composer разработали и продолжают поддерживать два программиста Nils Adermann и Jordi Boggiano. Они начали разрабатывать Composer в апреле 2011, а первый релиз состоялся 1 марта 2012. Идея создания пакетных менеджеров уровня приложений не нова и его авторы вдохновлялись уже существовавшими на тот момент времени npm для Node.js и bundler для Ruby.
Composer работает через интерфейс командной строки и устанавливает зависимости (например библиотеки) для приложения. Он также позволяет пользователям устанавливать PHP-приложения, которые доступны на packagist.org, который является его основным репозиторием, где содержатся все доступные пакеты.

## Пример
Следующий пример демонстрирует, как установить Semantic MediaWiki версии ≥ 1.9.0.1:
```
$
 
composer
 
require
 
mediawiki/semantic-media-wiki
 
"1.9.*,>=1.9.0.1"

```